# Croix de Mons
La croix de Mons est une croix monumentale située en France sur la commune de Chalinargues, en région Auvergne-Rhône-Alpes.

## Localisation
Cette croix est implantée dans le lieu-dit Mons-de-Ferrand, sur la commune de Chalinargues.

## Historique
Croix datant du XVe siècle.

### Protection
La croix est classée au titre des monuments historiques par arrêté du 18 novembre 1922.

## Description
Entièrement sculptée dans le granit, elle forme une rosace ajourée ornée sur ses lobes des figures du Christ en croix, de la Vierge, de saint Jean, de onze apôtres et de trois anges, répartis sur les deux faces. Le sommet du fût octogonal est décoré de quatre têtes d’anges.